# John Candy
John Franklin Candy (født 31. oktober 1950, død 4. marts 1994) var en canadisk komiker og skuespiller, der bl.a. spillede med i film som Planes, Trains and Automobiles, Uncle Buck og Blues Brothers.

## Opvækst og karriere
Candy blev født i Newmarket, Ontario, som søn af Evangeline Aker og Sidney James Candy, der gav skuespilleren en romerskkatolsk opvækst.
Candys første rolle var en ikke-krediteret rolle i filmen Class of '44 fra 1973, og den robuste skuespiller fortsatte i tre år med at optræde i mindre lavbudgets produktioner. Hans TV-gennembrud kom i 1976, da han blev medlem af Torontos gren af The Second City og opnåede stor popularitet i det nordamerikanske.
I 1980 begyndte Candy at opnå roller i større amerikanske film, startende med Steven Spielbergs 1941 (1979) og en birolle som Burton Mercer i kultkomedien Blues Brothers (1980). Et mindre gennembrud som den sympatiske kadet Dewey Oxberger i 1981-hittet Stripes fulgte i kølvandet sammen med flere mindre roller i bl.a. National Lampoon's Vacation. Hans egentlige gennembrud kom dog i den romantiske komedie Splash, hvor han bl.a. spiller over for en ung Tom Hanks.
En af Candys mest bemærkelsesværdige roller kom i 1987, da han indtog rollen som den elskelige Del Griffith i John Hughes' Planes, Trains and Automobiles, som var en af årets mest roste film. Derudover medvirkede den canadiske skuespiller bl.a. i The Great Outdoors, Armed and Dangerous og Uncle Buck.
90'erne bød ikke på samme succes for Candy som 80'erne, men komikeren medvirkede dog i succes'er som Cool Runnings (1993), Home Alone (1990) og The Rescuers Down Under (1990) samt gav liv til en sjælden dramatisk rolle i Oliver Stones JFK.
Desværre sloges Candy med overvægt det meste af sit voksne liv, og især i de sene 80'ere og tidlige 90'ere tog komikeren et større antal kilo på. I det sidste år af Candys liv, prøvede han dog at forbedre sit helbred ved bl.a. at stoppe med at ryge og tabe sig i vægt. Under filmoptagelserne til komedien Wagons East døde John Candy dog midt om natten i en alder af 43, da den store komiker fik et hjerteanfald, mens han sov. Candy er begravet på Holy Cross Cemetery i Culver City, Californien.
Wagons East blev filmet færdig med en stunt-double og var dedikeret til John Candy, ligesom Michael Moores Canadian Bacon, som Candy også nåede at færdiggøre inden sin død. Derudover er Blues Brothers 2000 også dedikeret til Candy.

## Udvalg i filmografi
- Wagons East (1994)
- Cool Runnings (1993)
- JFK (1991)
- Masser af modgang (1991)
- The Rescuers Down Under (1990)
- Home Alone (1990)
- Uncle Buck (1989)
- The Great Outdoors (1988)
- Planes, Trains and Automobiles (1987)
- Spaceballs (1987)
- Armed and Dangerous (1986)
- National Lampoon's Vacation (1983)
- Stripes (1981)
- The Blues Brothers (1980)